# Branches
Branches is een Franse gemeente in het departement Yonne. In 2019 telde de gemeente 439 inwoners.
Branches is een onderdeel van de agglomeratie van Auxerre.
Branches ligt aan de A6, de Autoroute du Soleil, van Parijs naar Lyon. Het vliegveld van Auxerre ligt in Branches.

## Aardrijkskunde
De onderstaande kaart toont de ligging van Branches met de belangrijkste infrastructuur en aangrenzende gemeenten.

## Demografie
Onderstaande figuur toont het verloop van het inwonertal, bron: INSEE-tellingen.

## Websites
- (fr)  Statistische informatie op de website van INSEE